# Vestmannasund
Vestmannasund är ett sund i Färöarna (Kungariket Danmark).   Det ligger i sýslan Streymoyar sýsla, i den nordvästra delen av landet, 22 km nordväst om huvudstaden Tórshavn. Vestmannasund är sundet mellan Streymoy och Vágar. Sundet har fått sitt namn från bygden Vestmanna på Streymoy, där det finns en naturlig hamn. Det är fast vägförbindelse från Leynar på Streymoy till Vágar via den 4,9 km långa Vágatunnilin, som således finns under Vestmannasund. 

## Temperaturmätningar
Vestmannasund är rent och djupt, men är mycket strömt i den norra delen. Söder om Skræling är det mindre strömt. Den 1 december 2014 var medeltemperaturen per dag i havet vid Oyrargjógv 9,18 °C. Det är den varmaste dagen i december vid Oyrargjógv och Mykines sedan mätningarna startade 1914 enligt Havstovan. Prognosen var från 2 och 3 december 2009, då medeltemperaturen var 8,91 °C. Under alla de första sex dagarna i december 2014 var havsvattnet vid Oyrargjógv ännu varmare än det var 2009. Temperaturmätningarna görs för att man ska kunna se långsiktiga förändringar i några av ekosystemen vid Landgrunnin, och för att bättre förstå utbytet av havsvatten mellan det öppna havet och Landgrunnin. Havstovan har mätinstrument placerade vid Oyrargjógv och Skopun som ständigt reglerar temperaturen i havet. Temperaturen är densamma på båda ställena. Anledningen är att havet på bottnen av kontinentalsockeln blandas med tidvatten.

## Tidvattenkraftverk
I Vestmannsund uppför bolaget Minesto ett tidvattenkraftverk.